# Prezentacja naukowa
Prezentacja naukowa – ogólna nazwa wszelkich wystąpień na konferencjach naukowych, których celem jest prezentacja wyników swoich lub cudzych badań. Publikacje oparte na prezentacjach naukowych nie są zazwyczaj recenzowane i są naukowym źródłem wtórnym.
Prezentacja naukowa różni się od publikacji tym, że zwykle nie przechodzi procesu recenzji naukowej, choć komitety organizacyjne konferencji dokonują selekcji zgłoszonych prezentacji na podstawie nadesłanych przez autorów ich abstraktów.
Prezentacje naukowe tworzą rodzaj hierarchii ważności. Można je podzielić na:
- referaty – zwane też wykładami konferencyjnymi – trwają one zwykle od 30 do 45 minut (nie licząc ewentualnej dyskusji). W hierarchii ważności najwyżej cenione są[według kogo?] referaty "zamawiane", gdy sami organizatorzy zwracają się do wybitnych specjalistów o przygotowanie referatu na z góry określony temat. Na większych konferencjach, które są dzielone na kilka, równolegle odbywających się sesji wykładowych, referaty dzieli się dodatkowo na:
  - plenarne – wygłaszane potencjalnie do wszystkich uczestników konferencji w ramach tzw. sesjach plenarnych – szczególną formą uhonorowania jest możliwość wygłoszenia pierwszego i ostatniego referatu plenarnego
  - sekcyjne – wygłaszane w trakcie równolegle odbywających się sesji
- krótkie doniesienia ustne (komunikat) – wykłady trwające zwykle 10-20 minut, wygłaszane zawsze w trakcie sesji sekcyjnych, najczęściej dotyczą wąskiego zagadnienie lub prezentują wyniki wycinkowych badań naukowych
- wprowadzenie do dyskusji panelowej – krótki referat o charakterze problemowym, stanowiący wstęp do dyskusji
- plakaty naukowe – zwane popularnie posterami – plakaty te rozwiesza się w trakcie trwania konferencji na specjalnie przygotowanych tablicach i prowadzi się dyskusje na ich temat w trakcie specjalnych sesji plakatowych.

Oprócz tego w trakcie konferencji naukowych odbywają się też panele dyskusyjne i warsztaty naukowe, które jednak nie są zwykle uważane za prezentacje naukowe w pełnym tego słowa znaczeniu.
Współcześnie, wraz z upowszechnieniem multimedialnych prezentacji oraz powszechnym dostępem do Internetu, prezentacje upowszechniane są w formie plików multimedialnych lub plików pdf. Elektroniczna wersja wygłoszonej prezentacji udostępniana jest na stronie www organizatorów konferencji lub przesyłana jako załączniki do poczty elektronicznej.
Prezentacje naukowe są czasami łączone z publikacjami. Na wielu prestiżowych konferencjach zachęca się do nadsyłania publikacji, które są później, po przejściu procesu recenzowania publikowane w specjalnych numerach czasopism naukowych. Istnieją również konferencje, w których aby przejść przez proces selekcji należy nadesłać stosunkowo obszerny opis proponowanej prezentacji, który przybiera postać krótkiej publikacji. Publikacje te są później drukowane w materiałach konferencyjnych, które są dostępne nie tylko dla jej uczestników, ale też są sprzedawane tak jak czasopisma naukowe. Przykładem tego rodzaju wydawnictwa jest np. „ACS Preprints”, w których są gromadzone opisy wystąpień dorocznych zjazdów American Chemical Society.